# ۸ جمادی‌الثانی
۸ جمادی‌الثانی، هشتمین روز از ماه جمادی‌الثانی در تقویم هجری قمری است.
در تقویم هجری قمری قراردادی این روز صد و پنجاه و ششمین روز سال است.